# Rowland Griffiths
Pour les articles homonymes, voir Griffiths.
Pas d'image ? Cliquez ici

a Compétitions nationales et continentales officielles uniquement.

Rowland B. Griffiths, né le 4 mars 1886 à Tintern (pays de Galles) et mort le 11 mai 1914 à Marseille (France), est un joueur gallois de rugby à XV qui a évolué au poste de centre.

## Biographie
Athlète complet il pratique aussi bien le football que le criquet et le rugby - détenteur en son temps du record du pays de Galles du 100 mètres et du 400 mètres - et fait sa carrière britannique au Newport RFC. Il fait partie de l'équipe de Newport qui perd de peu face à l'équipe des All-Black (6-3) lors de leur première tournée en Europe, convertissant le but de son club. Il participe à la première tournée des Lions britanniques en 1908 en Nouvelle-Zélande mais ne participe à aucun test match.
De retour en Europe en 1909, il fait partager sa science au Stade rochelais avec qui il évolue, puis au Stade nantais UC (1910-1911), au Racing Club de France avec qui il est finaliste du championnat de France en 1912 face au Stade toulousain, à l'AS Perpignan (1912-1913) et enfin à l'Olympique marseillais (1913-1914).
Il meurt du typhus le 11 mai 1914 à l'Hôtel-Dieu de Marseille, le lendemain du sacre de ses anciens coéquipiers de l'AS Perpignan.

## Palmarès
- Finaliste du championnat de France en 1912